# Al-Hâdi Yahya Ibn al-Hussein
Al-Hâdi Yahya Ibn al-Hussein, (mort en 911). Il fonde à Sa'dah au Yémen, en 897, l'Imamat zaïdite, régime politico-religieux qui perdure pendant plus d'un millénaire jusqu'au déclenchement de la guerre civile en 1962.
Il est le petit-fils d'al-Qâsim ar-Rassî.
Il est le codificateur de l'école de droit (madhhab) zaïdite et le théologien par excellence de la doctrine officielle du zaïdisme yéménite, proche du mutazilisme.